# Melanoneura
Melanoneura is een geslacht van libellen (Odonata) uit de familie van de Protoneuridae.

## Soorten
Melanoneura omvat 1 soort:
- Melanoneura bilineata Fraser, 1922